# V368 Большого Пса
V368 Большого Пса (лат. V368 Canis Majoris) — одиночная переменная звезда в созвездии Большого Пса на расстоянии (вычисленном из значения параллакса) приблизительно 19542 световых лет (около 5992 парсеков) от Солнца. Видимая звёздная величина звезды — от +11,1m до +10,4m.

## Характеристики
V368 Большого Пса — пульсирующая полуправильная переменная звезда типа SRB (SRB).